# 本命年 (电影)
《本命年》（英語：Black Snow）是1990年在中国大陆上映的剧情片，导演谢飞，主演姜文、程琳、岳红、刘小宁、梁天，该片根据刘恒的小说《黑的雪》改编而成。

## 剧情
李慧泉幼年時被生身父母拋棄在北京站。成年後为自己的哥们叉子出气而大打出手，后因打伤别人而被劳教，養母一怒之下病亡。刑满出狱後，他回到了自己从小生活的胡同。邻居罗大妈和民警小刘帮他办理了一张个体营业执照，他开始了经商事业，认识了社会上形形色色的人。一日，朋友邀请他到歌舞厅喝酒，他认识了歌手赵雅秋和倒爷崔永利，赵雅秋长得漂亮，社会上的痞子垂涎她的美色，每次唱歌完回家她都需要别人护送，崔永利请李慧泉帮忙护送，于是，李慧泉成了一个专职保镖，每天晚上护送赵雅秋，天长日久，他对赵雅秋产生了爱情。随着赵雅秋的声名日隆，名气愈大，她便换掉了保镖，李慧泉又干起了经商的事业。一日，他的哥们叉子越狱逃到李慧泉家里，李慧泉包庇了哥们叉子，放走了他，随后自己去公安局自首。在李慧泉自首之前，他想表达自己对赵雅秋的爱情，便卖掉了家当，买了一条金项链，去送给赵雅秋，结果被赵雅秋丢在地上，李慧泉表白失败后前往公安局自首，在路上经过一家餐馆，便进去喝酒，喝得酩酊大醉，出门后，被2个痞子拦路抢劫。痞子被李慧泉轻松打退，恼羞成怒之下掏出匕首。李慧泉腹部中刀，不幸死亡，这年他24岁，正是他的本命年。

## 主演
| 演员   | 角色   | 备注                                                 |
| 姜文   | 李慧泉 | 为人豪爽，有哥们叉子，爱慕歌手赵雅秋，后被痞子杀死。 |
| 程琳   | 赵雅秋 | 歌手，曾在歌舞厅唱歌，慢慢爬为当红歌星。             |
| 梁天   | 刷子   | 李慧泉的哥们之一。                                   |
| 刘小宁 | 叉子   | 李慧泉的哥们之一。                                   |
| 孟瑾   | 罗大妈 | 李慧泉的邻居。                                       |
| 岳红   | 罗小芬 | 和李慧泉自幼一同長大，青梅竹馬的鄰居；後嫁給一名博士 |
| 蔡鸿翔 | 崔永利 | 倒卖商品的倒爷，赵雅秋的情人之一。                   |

## 制作
该片反映了都市青年在社会上挣扎、彷徨、迷惘和寻找爱情。
该片具有浓郁的北京风情。

## 奖项
| 年份 | 作品       | 奖项                           | 是否得奖 | 备注  |
| ---- | ---------- | ------------------------------ | -------- | ----- |
| 1990 | 《本命年》 | 第十三届电影百花奖最佳故事片奖 | 獲獎     | [ 2 ] |
| 1990 | 《本命年》 | 第四十届西柏林国际电影节银熊奖 | 獲獎     | [ 2 ] |